# Notonewtonia
Notonewtonia – rodzaj chrząszczy z rodziny kusakowatych, podrodziny łodzikowatych i plemienia Scaphisomatini.
Rodzaj ten wprowadzony został w 2003 roku przez Ivana Löbla i Richarda A.B. Leschena. Nazwa rodzajowa to połączenie greckiego przedrostka notos, oznaczającego południe z upamiętnieniem Alfreda Newtona. Należą tu dwa gatunki opisane w tej samej pracy: Notonewtonia thayerae i Notonewtonia watti, z których pierwszy wyznaczono gatunkiem typowym rodzaju.
Chrząszcze o ciele długości od 2,4 do 2,8 mm, około 1,7–1,75 dłuższym niż szerszym, ubarwionym głównie czarno, o zredukowanym owłosieniu na wierzchu. Czułki mają człony trzeci i czwarty wydłużone, a człony siódmy, dziewiąty i dziesiąty symetryczne. Aparat gębowy cechują oszczeciniona powierzchnia bródki, normalnie zwężające się głaszczki szczękowe, dwuzębne żuwaczki oraz szersze niż dłuższe żuwki zewnętrzne z wiechowatymi pędzelkami osadzonymi wierzchołkowo. Przedtułów ma dołki na przedzie hypomeronu i pozbawiony jest crobiculum. Przednia krawędź przedplecza jest pośrodku obrzeżona. Panewki przednich bioder mają oszczecinione przednie brzegi. Golenie przedniej pary odnóży pozbawione są grzebyków ze szczecinek, a te środkowej pary odnóży wyposażone w dwa kolce brzuszne. Stopy cechuje brak szczecinek na empodiach. Tylne biodra stykają się ze sobą, a za nimi biegną na zapiersiu (metawentrycie) linie biodrowe. Na pokrywach występują rzędy nasadowe, przyszwowe i epipleuralne. Tylne skrzydła są rozwinięte. Na błonach międzysegmentalnych odwłoka występuje siateczka o wzorze przypominającym ścianę z cegieł. 
Owady endemiczne dla Nowej Zelandii, znane z Wyspy Północnej i zachodniej części Wyspy Południowej, w większości poławiane do światła, stąd o nieznanej biologii.